# FN's Generalforsamlings resolution 68/262
FN's generalforsamling vedtog 27. marts 2014 Resolution 68/262. Dokumentet blev vedtaget som FNs reaktion på Ruslands annektering af dele af Ukraines område (Autonome Republik Krim, Sevastopol). Resolution gentog tilsagn fra FN 's Generalforsamling med hensyn til Ukraines territoriale integritet inden for dets internationalt anerkendte grænser og understregede ugyldigheden af folkeafstemning om Krim.
Resolution blev introduceret af Canada, Costa Rica, Tyskland, Litauen, Polen og Ukraine.
Vedtagelsen af resolutionen blev efterfulgt af syv mislykkede forsøg fra FN's sikkerhedsråd på at finde en løsning på spørgsmålet om Krimkrisen. Resultatet af disse bestræbelser var et veto fra Rusland.